# Gudsforladt
Gudsforladt es el primer álbum de larga duración de la banda danesa de black metal y funeral doom, Nortt. En primera instancia, el álbum fue lanzado en formato LP en 2003 y con un total de 350 copias. En 2004 fue lanzado en formato CD con un total de 1000 copias, que incluía además la canción Evig hvile, bajo el sello discográfico Diehard Bloodline.

## Canciones
1. "Graven" - 2:41
2. "Døden" - 5:05
3. "Glemt" - 4:54
4. "Gravfred" - 5:30
5. "Hinsides" - 5:37
6. "Hedengangen" - 4:48
7. "Død og borte" - 5:34
8. "Nattetale" - 5:34
9. "De dødes kor" - 5:20
10. "Dystert sind" - 2:56
11. "Evig hvile" (bonus track) - 7:27